# Makalata rhipidura
Makalata rhipidura (перуанський деревний щур) — вид гризунів родини щетинцевих, що зустрічається в низинних тропічних лісах Амазонії в Еквадорі та Перу.

## Морфологія
Морфометрія. Довжина голови й тіла: 210—247, довжина хвоста: 180—215, довжина задньої лапи: 31–45, довжина вуха: 11–17 мм, вага: 315 грамів.
Опис. Вуха малі і практично голі. Вуса товсті, численні, чорні та довгі, доходять до плечей, їх спинна поверхня червонувата. Хутро злегка блискуче, жорстке з тонкою щетиною і гнучкими голками з довгими кінцями, що нагадують волосинки, без твердості колючок. Щетина покриває все тіло, змішуючись із жорстким волоссям. Спина червонуваті або жовтувато-коричневі з тонкими або товстими борознами чорного волосся. Голова й передні кінцівки більш сіруваті чи жовтуваті. Огузок та основа хвоста червоні. Черевна частина тіла повністю тьмяно-білувата або жовтувата, змішана з коричневим, особливо, центральна частина. Хвіст товстий, від 70 до 96% довжини тіла й голови. Основа (початок) хвоста, близько 35 мм, має аналогічне волосся, що й на спині. Решта хвоста до кінчика покрита коротким волоссям, блискучими та однорідним. Ноги короткі. Задні ноги короткі та товсті, червонуваті вгорі. Передні малі й сірі зверху. Молочних залоз дві пари. 

## Поведінка
Веде нічний самітницький та деревний спосіб життя. Селиться в порожнинах дерев. Самиця може мати тільки одного чи двох дітей. 

## Загрози та охорона
Про загрози для цього виду немає інформації. Не відомо, щоб знаходився на природоохоронних територіях.